# Монтезе
Монтѐзе (на италиански: Montese, на местен диалект Muntês, Мунтез) е малко градче и община в Северна Италия, провинция Модена, регион Емилия-Романя. Разположено е на 842 m надморска височина. Населението на общината е 3386 души (към 2012 г.).